# Couvent de Cinqfontaines
Le couvent de Cinqfontaines (en luxembourgeois : Klouschter Pafemillen) est un ancien bâtiment religieux de la Congrégation des prêtres du Sacré-Cœur de Saint-Quentin fondé au début du XXe siècle et situé à Wincrange au Luxembourg.

## Histoire
Par arrêté ministériel du 5 juin 2020, le couvent de Cinqfontaines avec ses annexes, inscrit au cadastre de la commune de Wincrange, section de Sassel, est classé monument national.
Au début du mois de février 2021, le couvent est racheté par l'État luxembourgeois. Dans une réponse parlementaire commune des ministres Xavier Bettel (DP), Claude Meisch (DP), François Bausch (LSAP) et Pierre Gramegna (DP), ils dévoilent leur souhait de « créer un centre éducatif et commémoratif approprié ; commémorer les victimes déportées vers et depuis Cinqfontaines pendant la Shoah et rendre hommage à leurs vies ; éduquer et sensibiliser les jeunes ainsi que les adultes au sujet des persécutions dont a été victime la population juive du Luxembourg […] ; promouvoir la lutte contre l'antisémitisme et le racisme […], l'humanisme et le respect des droits de l'homme »,.